# إدي دراموند
إدي دراموند (بالإنجليزية: Eddie Drummond)‏ هو لاعب كرة قدم أمريكية أمريكي، ولد في 12 أبريل 1980 في بيتسبرغ في الولايات المتحدة.

## وصلات خارجية
- إدي دراموند على موقع مرجع كرة القدم المحترفة.كوم (الإنجليزية)
- إدي دراموند على موقع JustSportsStats.com (الإنجليزية)